# Johann von Kerssenbrock (Domherr, † nach 1528)
Johann von Kerssenbrock (* im 15. Jahrhundert; † nach 1528) war Domherr in Münster.

## Leben
Johann von Kerssenbrock entstammte dem ostwestfälischen Adelsgeschlecht Kerssenbrock, welches sich Ende des 15. Jahrhunderts in einen evangelischen und in einen katholischen Zweig teilte. Die Besitzer des Schlosses Brincke waren katholisch. Deren Familienmitglieder bekleideten hohe geistliche Ämter in den Hochstiften Paderborn, Osnabrück und Hildesheim. Johann war der Sohn des Ludeke von Kerssenbrock zu Brincke und dessen Gemahlin Margarethe Stael. Am 9. September 1528 erhielt er ein Domkanonikat in Münster. Über seinen weiteren Lebensweg gibt die Quellenlage keinen Aufschluss.